# Dominik Greger
Dominik Greger (* 27. November 1980 in Altenburg) ist ein deutscher Kontrabassist.

## Leben
Dominik Greger wuchs in Altenburg auf und erhielt schon früh Cellounterricht. Als Cellist war er Schüler der Jungstudentenklasse von Wolfgang Weber an der Hochschule für Musik „Felix Mendelssohn Bartholdy“ in Leipzig. Danach absolvierte er ein Studium im Fach Kontrabass bei Horst-Dieter Wenkel an der Hochschule für Musik Franz Liszt Weimar und schloss es mit dem Konzertexamen ab.
Studienbegleitend ergänzten seine Ausbildung verschiedene Kurse, u. a. bei Wolfgang Güttler, Klaus Stoll und Norbert Brainin. Während des Studiums war er Stipendiat des PE-Förderkreises Mannheim. Greger kann auf zahlreiche Wettbewerbserfolge verweisen, u. a. beim 2. Internationalen „Johann-Matthias-Sperger-Wettbewerb“ 2002, als Semifinalist beim 52. Internationalen ARD-Wettbewerb 2003, den Förderpreis der „Carl Flesch Akademie“ Baden-Baden und den 2. Preis beim Internationalen Instrumentalwettbewerb Markneukirchen 2005. Verschiedene Konzerte als Solist, u. a. mit dem Philharmonischen Orchester Altenburg-Gera, dem Münchener Kammerorchester, der Philharmonie Budweis, der Philharmonie Baden-Baden und der Staatskapelle Weimar machten ihn national und international bekannt.
Von 2005 bis 2007 war er als Solokontrabassist der Sächsischen Staatskapelle Dresden und von 2008 bis 2011 in gleicher Position im Rundfunk-Sinfonieorchester Berlin engagiert.

## Tätigkeit
Seit 2009 lehrt er als Professor für Kontrabass an der Hochschule für Musik Franz Liszt Weimar und gastierte als Solokontrabassist beim Sinfonieorchester des Mitteldeutschen Rundfunks, der Staatskapelle Berlin, dem Bayerischen Staatsorchester der Oper München, des Radio-Sinfonieorchester Stuttgart, der Deutschen Oper Berlin sowie dem Sinfonieorchester des Westdeutschen Rundfunks. Außerdem gibt er Meisterkurse und ist als Juror in internationalen und nationalen Wettbewerben tätig.